# Sport-Verein Werder von 1899 1978-1979
Questa voce raccoglie le informazioni riguardanti il Sport-Verein Werder von 1899 nelle competizioni ufficiali della stagione 1978-1979.

## Stagione
Nella stagione 1978-1979 il Werder Brema, allenato da Wolfgang Weber, concluse il campionato di Bundesliga al 11º posto. In Coppa di Germania il Werder Brema fu eliminato al secondo turno dall'Eintracht Francoforte.

## Rosa
| N. |                      | Ruolo | Calciatore            |
| -- | -------------------- | ----- | --------------------- |
|    | Germania (bandiera)  | P     | Dieter Burdenski      |
|    | Germania (bandiera)  | P     | Albert Voß            |
|    | Germania (bandiera)  | D     | Karlheinz Geils       |
|    | Germania (bandiera)  | D     | Martin Haskamp        |
|    | Germania (bandiera)  | D     | Karl-Heinz Kamp       |
|    | Germania (bandiera)  | D     | Hartmut Konschal      |
|    | Danimarca (bandiera) | D     | Per Røntved           |
|    | Germania (bandiera)  | D     | Thomas Schaaf         |
|    | Germania (bandiera)  | C     | Hans-Jürgen Bargfrede |
|    | Germania (bandiera)  | C     | Uwe Bracht            |

| N. |                     | Ruolo | Calciatore        |
| -- | ------------------- | ----- | ----------------- |
|    | Grecia (bandiera)   | C     | Dimitrios Daras   |
|    | Germania (bandiera) | C     | Franz Hiller      |
|    | Germania (bandiera) | C     | Benno Möhlmann    |
|    | Germania (bandiera) | C     | Jürgen Röber      |
|    | Germania (bandiera) | C     | Norbert Siegmann  |
|    | Germania (bandiera) | A     | Werner Dreßel     |
|    | Germania (bandiera) | A     | Wilfried Feldhaus |
|    | Germania (bandiera) | A     | Paul Linz         |
|    | Germania (bandiera) | A     | Uwe Reinders      |
|    | Germania (bandiera) | A     | Klaus Wunder      |

## Organigramma societario
Area tecnica
- Allenatore: Wolfgang Weber
- Allenatore in seconda:
- Preparatore dei portieri:
- Preparatori atletici:

## Calciomercato

### Sessione estiva
| Acquisti | Acquisti       | Acquisti                | Acquisti |
| R.       | Nome           | da                      | Modalità |
| -------- | -------------- | ----------------------- | -------- |
| A        | Paul Linz      | Eintracht Treviri       |          |
| C        | Benno Möhlmann | Preußen Münster         |          |
| D        | Thomas Schaaf  | Werder Brema (juniores) |          |
| A        | Klaus Wunder   | Hannover 96             |          |

| Cessioni | Cessioni              | Cessioni        | Cessioni |
| R.       | Nome                  | a               | Modalità |
| -------- | --------------------- | --------------- | -------- |
| C        | Jürgen Glowacz        | Colonia         |          |
| A        | Karlheinz Meininger   | Rot-Weiss Essen |          |
| A        | Wilhelm Mense         | Preußen Münster |          |
| P        | Rolf Meyer            | Osnabrück       |          |
| D        | Karl-Friedrich Wessel | Osnabrück       |          |

### Sessione invernale
| Acquisti | Acquisti | Acquisti | Acquisti |
| R.       | Nome     | da       | Modalità |
| -------- | -------- | -------- | -------- |

| Cessioni | Cessioni | Cessioni | Cessioni |
| R.       | Nome     | a        | Modalità |
| -------- | -------- | -------- | -------- |

## Risultati

### Bundesliga

#### Girone di andata
| Arbitro: | Joos |

|                                       |           |                  |
| Zimmermann 59’ Günther 65’ Allofs 69’ | Marcatori | 79’ (rig.) Röber |

| Arbitro: | Eschweiler |

|           |           |             |
| Wunder 5’ | Marcatori | 66’ Reimann |

| Arbitro: | Ross |

|          |           |  |
| Vöge 76’ | Marcatori |  |

| Arbitro: | Walz |

|                                     |           |                      |
| Möhlmann 43’ Geils 51’ Konschal 62’ | Marcatori | 58’ Jara 65’ Büssers |

| Arbitro: | Treib |

|                           |           |            |
| Abramczik 21’ Fichtel 70’ | Marcatori | 45’ Bracht |

| Arbitro: | Burgers |

|  |           |                           |
|  | Marcatori | 85’ Lorant 87’ Hölzenbein |

| Arbitro: | Brückner |

|          |           |                                    |
| Pohl 81’ | Marcatori | 41’ Wunder 45’ Reinders 77’ Dreßel |

| Arbitro: | Assenmacher |

|            |           |            |
| Hiller 18’ | Marcatori | 65’ Rausch |

| Arbitro: | Aldinger |

|                                              |           |  |
| Gores 12’ Nielsen 47’ Del'Haye 60’ Bruns 64’ | Marcatori |  |

| Arbitro: | Kindervater |

|                                  |           |                   |
| Röber 45’ (rig.), 84’ Wunder 74’ | Marcatori | 30’ (rig.) Nickel |

| Arbitro: | Schmoock |

|                                     |           |                        |
| Reinders 6’ Möhlmann 15’ Wunder 48’ | Marcatori | 18’, 77’ Abel 65’ Blau |

| Arbitro: | Hennig |

|           |           |            |
| Klotz 79’ | Marcatori | 67’ Dreßel |

| Arbitro: | Risse |

|                      |           |              |
| Gersdorff 10’ (aut.) | Marcatori | 79’ Milewski |

| Arbitro: | Dölfel |

|                                 |           |  |
| van Gool 8’ Konschal 15’ (aut.) | Marcatori |  |

| Arbitro: | Ahlenfelder |

|                                  |           |  |
| Wunder 39’ Röber 60’ Røntved 66’ | Marcatori |  |

| Arbitro: | Eschweiler |

|                                             |           |  |
| Toppmöller 19’ Geye 60’ Melzer 67’ Groh 76’ | Marcatori |  |

| Arbitro: | Meuser |

|                          |           |            |
| Hiller 5’ Röber 53’, 59’ | Marcatori | 47’ Täuber |

#### Girone di ritorno
| Arbitro: | Messmer |

|            |           |             |
| Wunder 42’ | Marcatori | 58’ Schmitz |

| Arbitro: | Klauser |

|                              |           |                           |
| Kaltz 13’ (rig.) Hartwig 46’ | Marcatori | 83’ Möhlmann 90’ Reinders |

| Arbitro: | Aldinger |

|                                                     |           |                                                              |
| Dreßel 23’ Reinders 37’ Röber 70’ (rig.) Bracht 88’ | Marcatori | 22’ (aut.) Røntved 40’ Schneider 78’ Votava 90’ (rig.) Huber |

| Arbitro: | Dreher |

|                            |           |  |
| Dietz 37’ (rig.) Fruck 39’ | Marcatori |  |

| Arbitro: | Dreher |

|                                   |           |               |
| Röber 27’, 35’ (rig.) Røntved 57’ | Marcatori | 26’ Abramczik |

| Arbitro: | Stäglich |

|                             |           |            |
| Hölzenbein 2’ Nachtweih 21’ | Marcatori | 71’ Dreßel |

| Arbitro: | Schmoock |

|             |           |  |
| Reinders 9’ | Marcatori |  |

| Arbitro: | Risse |

|                                                        |           |  |
| Augenthaler 41’ Dürnberger 57’ Janzon 74’ Breitner 89’ | Marcatori |  |

| Arbitro: | Ross |

|                                          |           |             |
| Wunder 28’ Röber 38’ (rig.) Reinders 54’ | Marcatori | 56’ Nielsen |

| Arbitro: | Dreher |

|            |           |             |
| Nickel 31’ | Marcatori | 6’ Reinders |

| Arbitro: | Engel |

|                                |           |  |
| Eggeling 17’ Blau 72’ Abel 89’ | Marcatori |  |

| Arbitro: | Hennig |

|  |           |                               |
|  | Marcatori | 10’ (rig.) Volkert 20’ Kelsch |

| Arbitro: | Assenmacher |

|  |           |                      |
|  | Marcatori | 3’ Wunder 69’ Dreßel |

| Arbitro: | Joos |

|              |           |              |
| Möhlmann 14’ | Marcatori | 74’ Schuster |

| Arbitro: | Kindervater |

|                                       |           |  |
| Cestonaro 9’, 87’ Bechtold 69’ (rig.) | Marcatori |  |

| Arbitro: | Waltert |

|                                           |           |           |
| Konschal 8’ Röber 18’ (rig.) Möhlmann 22’ | Marcatori | 69’ Meier |

| Arbitro: | Assenmacher |

|                         |           |                    |
| Schmider 60’ Täuber 86’ | Marcatori | 67’ Röber 71’ Linz |

### Coppa di Germania
| Arbitro: | Ohmsen |

|                                            |           |  |
| Røntved 45’ Wunder 61’, 88’, 89’ Röber 68’ | Marcatori |  |

| Arbitro: | Hennig |

|                       |           |                                            |
| Dreßel 23’ Wunder 33’ | Marcatori | 66’ (rig.) Lorant 77’ Grabowski 80’ Pezzey |

## Statistiche

### Statistiche di squadra
| Competizione      | Punti | In casa | In casa | In casa | In casa | In casa | In casa | In trasferta | In trasferta | In trasferta | In trasferta | In trasferta | In trasferta | Totale | Totale | Totale | Totale | Totale | Totale | DR  |
| Competizione      | Punti | G       | V       | N       | P       | Gf      | Gs      | G            | V            | N            | P            | Gf           | Gs           | G      | V      | N      | P      | Gf     | Gs     | DR  |
| ----------------- | ----- | ------- | ------- | ------- | ------- | ------- | ------- | ------------ | ------------ | ------------ | ------------ | ------------ | ------------ | ------ | ------ | ------ | ------ | ------ | ------ | --- |
| Bundesliga        | 31    | 17      | 8       | 7       | 2       | 34      | 23      | 17           | 2            | 4            | 11           | 14           | 37           | 34     | 10     | 11     | 13     | 48     | 60     | -12 |
| Coppa di Germania | -     | 2       | 1       | 0       | 1       | 7       | 3       | 0            | 0            | 0            | 0            | 0            | 0            | 2      | 1      | 0      | 1      | 7      | 3      | +4  |
| Totale            | 31    | 19      | 9       | 7       | 3       | 41      | 26      | 17           | 2            | 4            | 11           | 14           | 37           | 36     | 11     | 11     | 14     | 55     | 63     | -8  |

### Andamento in campionato
| Giornata  | 1  | 2  | 3  | 4  | 5  | 6  | 7  | 8  | 9  | 10 | 11 | 12 | 13 | 14 | 15 | 16 | 17 | 18 | 19 | 20 | 21 | 22 | 23 | 24 | 25 | 26 | 27 | 28 | 29 | 30 | 31 | 32 | 33 | 34 |
| --------- | -- | -- | -- | -- | -- | -- | -- | -- | -- | -- | -- | -- | -- | -- | -- | -- | -- | -- | -- | -- | -- | -- | -- | -- | -- | -- | -- | -- | -- | -- | -- | -- | -- | -- |
| Luogo     | T  | C  | T  | C  | T  | C  | T  | C  | T  | C  | C  | T  | C  | T  | C  | T  | C  | C  | T  | C  | T  | C  | T  | C  | T  | C  | T  | T  | C  | T  | C  | T  | C  | T  |
| Risultato | P  | N  | P  | V  | P  | P  | V  | N  | P  | V  | N  | N  | N  | P  | V  | P  | V  | N  | N  | N  | P  | V  | P  | V  | P  | V  | N  | P  | P  | V  | N  | P  | V  | N  |
| Posizione | 14 | 14 | 15 | 15 | 15 | 16 | 14 | 14 | 15 | 13 | 13 | 14 | 13 | 15 | 15 | 15 | 14 | 13 | 12 | 12 | 15 | 12 | 13 | 11 | 15 | 12 | 12 | 13 | 13 | 11 | 11 | 14 | 12 | 11 |

Legenda:

Luogo: C = Casa; T = Trasferta. Risultato: V = Vittoria; N = Pareggio; P = Sconfitta.

### Statistiche dei giocatori
| Giocatore    | Bundesliga | Bundesliga | Bundesliga  | Bundesliga | Coppa di Germania | Coppa di Germania | Coppa di Germania | Coppa di Germania | Totale   | Totale | Totale      | Totale     |
| Giocatore    | Presenze   | Reti       | Ammonizioni | Espulsioni | Presenze          | Reti              | Ammonizioni       | Espulsioni        | Presenze | Reti   | Ammonizioni | Espulsioni |
| ------------ | ---------- | ---------- | ----------- | ---------- | ----------------- | ----------------- | ----------------- | ----------------- | -------- | ------ | ----------- | ---------- |
| H. Bargfrede | 0          | 0          | 0           | 0          | 0                 | 0                 | 0                 | 0                 | 0        | 0      | 0           | 0          |
| U. Bracht    | 32         | 2          | 5           | 0          | 2                 | 0                 | 0                 | 0                 | 34       | 2      | 5           | 0          |
| D. Burdenski | 34         | 0          | 0           | 0          | 2                 | 0                 | 0                 | 0                 | 36       | 0      | 0           | 0          |
| D. Daras     | 0          | 0          | 0           | 0          | 0                 | 0                 | 0                 | 0                 | 0        | 0      | 0           | 0          |
| W. Dreßel    | 32         | 5          | 0           | 0          | 2                 | 1                 | 0                 | 0                 | 34       | 6      | 0           | 0          |
| W. Feldhaus  | 1          | 0          | 0           | 0          | 0                 | 0                 | 0                 | 0                 | 1        | 0      | 0           | 0          |
| K. Geils     | 31         | 1          | 3           | 0          | 2                 | 0                 | 0                 | 0                 | 33       | 1      | 3           | 0          |
| M. Haskamp   | 1          | 0          | 0           | 0          | 0                 | 0                 | 0                 | 0                 | 1        | 0      | 0           | 0          |
| F. Hiller    | 29         | 2          | 1           | 0          | 0                 | 0                 | 0                 | 0                 | 29       | 2      | 1           | 0          |
| K. Kamp      | 28         | 0          | 3           | 0          | 2                 | 0                 | 0                 | 0                 | 30       | 0      | 3           | 0          |
| H. Konschal  | 32         | 2          | 4           | 0          | 2                 | 0                 | 0                 | 0                 | 34       | 2      | 4           | 0          |
| P. Linz      | 10         | 1          | 0           | 0          | 0                 | 0                 | 0                 | 0                 | 10       | 1      | 0           | 0          |
| B. Möhlmann  | 34         | 5          | 1           | 0          | 2                 | 0                 | 0                 | 0                 | 36       | 5      | 1           | 0          |
| U. Reinders  | 32         | 7          | 10          | 0          | 2                 | 0                 | 0                 | 0                 | 34       | 7      | 10          | 0          |
| J. Röber     | 30         | 12         | 2           | 0          | 2                 | 1                 | 0                 | 0                 | 32       | 13     | 2           | 0          |
| P. Røntved   | 33         | 2          | 5           | 0          | 2                 | 1                 | 0                 | 0                 | 35       | 3      | 5           | 0          |
| T. Schaaf    | 1          | 0          | 0           | 0          | 0                 | 0                 | 0                 | 0                 | 1        | 0      | 0           | 0          |
| N. Siegmann  | 20         | 0          | 1           | 0          | 2                 | 0                 | 0                 | 0                 | 22       | 0      | 1           | 0          |
| A. Voß       | 0          | 0          | 0           | 0          | 0                 | 0                 | 0                 | 0                 | 0        | 0      | 0           | 0          |
| K. Wunder    | 33         | 8          | 4           | 0          | 2                 | 4                 | 0                 | 0                 | 35       | 12     | 4           | 0          |